# ГЕС Пуна-Цанг II
ГЕС Пуна-Цанг II (англ. Punatsangchhu) – гідроелектростанція, що споруджується в центральній частині Бутану. Знаходячись після ГЕС Пуна-Цанг I, становить нижній ступінь в каскаді на річці Пуна-Цанг (в пониззі відома як Санкош), яка після виходу з Гімалаїв на рівнині Ассаму приєднується ліворуч до Raidāk незадовго до впадіння останньої у Брахмапутру (нерідко зазначається, що притокою Брахмапутри є саме Санкош). 
В межах проекту річку перекриють бетонною гравітаційною греблею висотою 91 метрів та довжиною 214 метрів, для спорудження якої воду спрямували у обвідний тунель довжиною 0,9 км з діаметром 12 метрів. З утримуваного греблею сховища вода через чотири водозабірні тунелі загальною довжиною 1,9 км та діаметром по 6,4 метра потраплятиме у чотири камери для видалення осаду довжиною по 420 метрів з перетином 19х25 метри. Осад скидатиметься через спеціальний тунель довжиною 0,5 км, тоді як очищена вода подаватиметься у головний дериваційний тунель довжиною 8,6 км та діаметром 11 метрів. На завершальному етапі він сполучатиметься з верхнім балансувальним резервуаром шахтного типу висотою 137 метрів та діаметром 31 метр. В підсумку через підземну камеру клапанів (розміри 125х12х23 метри) та камеру запобіжного обладнання (Ferrule Erection Chamber, розміри 120х12х12 метрів) ресурс потраплятиме у три напірні водоводи довжиною по 1 км з діаметром по 5,5 метрів, які розгалужуватимуться на шість діаметром по 3,9 метра. 
Машинний зал станції, для якого обрали підземний варіант, матиме розміри 236х23 метри при висоті 53 метри, крім того, для розміщення трансформаторного обладнання призначений так само підземний зал розмірами 216х15 метрів з висотою 27 метрів. Основне обладнання станції становитимуть шість турбін типу Френсіс потужністю по 170 МВт, які при напорі у 241 метр забезпечуватимуть виробництво 4357 млн кВт-год електроенергії на рік.
Відпрацьована вода відводитиметься у нижню балансувальну галерею довжиною 314 метрів з перетином 18х59 метрів, з якої до річки прямуватиме відвідний тунель довжиною 3 км та діаметром 11 метрів.
Видача продукції відбуватиметься через ЛЕП, розраховану на роботу під напругою 400 кВ.
Як і інші великі гідроенергетичні проекти Бутану, ГЕС Punatsangchhu II споруджується у спілці з Індією з метою наступного експорту електроенергії в цю країну. Реалізація проекту, який включає також і станцію верхнього ступеню,  почалась у 2008 році.
Станом на липень 2018-го будівельна готовність Punatsangchhu II оцінювалась у 78%.